# 크셰미온키

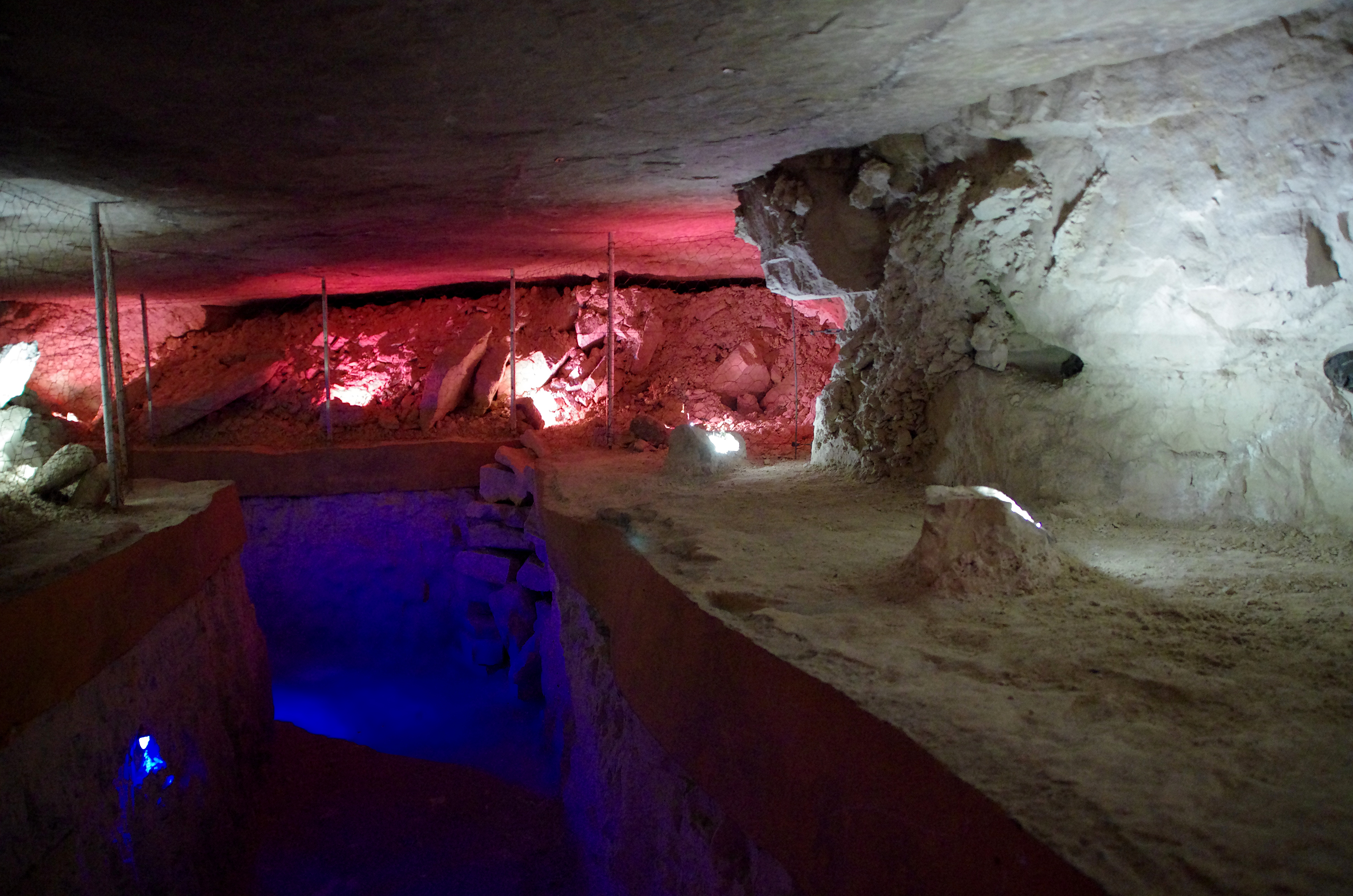
크셰미온키

크셰미온키(폴란드어: Krzemionki)는 폴란드 시비엥토크시스키에주 오스트로비에츠시비엥토크시스키에서 북동쪽으로 약 8km 떨어진 곳에 위치한 쥐라기 (옥스퍼드절)의 띠 모양의 부싯돌을 추출하기 위한 신석기 및 초기 청동기 시대의 화강석 광산 단지다.
크셰미온키의 부싯돌 채굴은 기원전 3900년경에 시작되어 기원전 1600년경까지 지속되었다. 신석기 시대에 이 광산은 누두형 비커 문화의 구성원들이 사용했으며, 이들은 부싯돌 채굴 제품(대부분 부싯돌 도끼머리)을 300km까지 퍼뜨렸다.
이 유적지는 1994년 10월 16일에 지정된 폴란드 역사 기념물이다. 2019년 7월 6일, 크셰미온키는 유네스코 세계문화유산으로 등재되었다.